# The Phantom Agony
The Phantom Agony je první album nizozemské symfonic metalové skupiny Epica, které vyšlo 5. června 2003. V roce 2013 vyšla k desátému výročí kapely reedice alba se třemi bonusovými písničkami a bonusovým diskem.

## Tracklist
1. Adyta (The Neverending Embrace)
2. Sensorium
3. Cry for the Moon (The Embrace That Smothers, Part IV)
4. Feint
5. Illusive Consensus
6. Façade of Reality (The Embrace That Smothers, Part V)
7. Run for a Fall
8. Seif al Din (The Embrace That Smothers, Part VI)
9. The Phantom Agony

Reedice 2013 – bonusové skladby
1. Veniality
2. The Phantom Agony (singl verze)
3. Triumph Of Defeat

### Reedice 2013 – bonusový disk
1. Adyta (orchestrální verze)
2. Sensorium (orchestrální verze)
3. Cry For The Moon (orchestrální verze)
4. Feint (orchestrální verze)
5. Illusive Consensus (orchestrální verze)
6. Basic Instinct (orchestrální verze)
7. Run For A Fall (orchestrální verze)
8. The Phantom Agony (orchestrální verze)
9. Veniality (orchestrální verze)
10. Feint (piano verze)
11. Cry For The Moon (singl verze)
12. Run For A Fall (singl verze)

## The Embrace That Smothers
Na albu The Phantom Agony pokračuje koncept Marka Jansena The Embrace That Smothers. Koncept začíná na debutovém albu kapely After Forever - Prison of Desire a končí na třetím albu Epicy - The Divine Conspiracy. Koncept se zabývá nebezpečím organizovaného náboženství.

## Témata
Texty toho alba jsou většinou založeny na základě událostí, které se udály v průběhu psaní alba.
- Cry For The Moon – Tématem je zneužívaní dětí katolickými kněžími. Píseň byla v roce 2004 vydána jako singl
- Feint – Píseň byla napsaná po vraždě nizozemského politika Pima Fortuyna. K písni je natočen také videoklip a byla vydána v roce 2004 jako singl.
- Façade of Reality – Text se týká teroristického útoku 11. září 2001. V písni je vložen projev britského politika Tonyho Blaira
- Run for a Fall – Text písně vyjadřuje Markovy frustrace vůči jeho bývalé kapele After Forever.
- Seif al Din – Text se týká islámského fundamentalismu.

## Obsazení
- Simone Simons – mezzosopránový zpěv
- Mark Jansen – kytara, growling, screaming
- Ad Sluijter – kytara
- Coen Janssen – klávesy
- Yves Huts – basová kytara
- Jeroen Simons – bicí

### Hosté
- Olaf Reitmeier – akustická kytara
- Annette Berryman – flétna

- Orchestr
  - Thomas Glöckner – housle
  - Andreas Pfaff – housle
  - Tobias Rempe – housle
  - Marie-Theres Stumpf – viola
  - David Schlage – viola
  - Jörn Kellermann – violoncello
  - Cordula Rhode – violoncello
  - Andrè Neygenfind – kontrabas

- Chorus
  - Melvin Edmonsen – bas
  - Previn Moore – tenor
  - Bridget Fogle – alt
  - Cinzia Rizzo - alt
  - Annie Goeble – soprán
  - Amanda Somerville – soprán